# Kostinbrod
Kostinbrod (bulgară Костинброд) este un oraș din vestul Bulgariei. Este situat la 15 km vest de Sofia.

## Demografie
Componența etnică a orașului Kostinbrod
     Romi (1,36%)
     Bulgari (89,46%)
     Nicio identificare (8,84%)
     Altele (0,58%)
La recensământul din 2011, populația orașului Kostinbrod era de 12.193 locuitori. Din punct de vedere etnic, majoritatea locuitorilor (89,46%) erau bulgari, cu o minoritate de romi (1,36%). Pentru 8,84% din locuitori nu este cunoscută apartenența etnică.